# NGC 254
NGC 254 је спирална галаксија у сазвежђу Вајар која се налази на NGC листи објеката дубоког неба.
Деклинација објекта је - 31° 25' 19" а ректасцензија 0h 47m 27,5s. Привидна величина (магнитуда) објекта NGC 254 износи 11,7 а фотографска магнитуда 12,6. Налази се на удаљености од 17,1000 милиона парсека од Сунца. NGC 254 је још познат и под ознакама ESO 411-15, MCG -5-3-5, AM 0045-314, PGC 2778.